# Chaetogaedia ochricauda
Chaetogaedia ochricauda là một loài ruồi trong họ Tachinidae.